# 土井輝生
土井 輝生（どい てるお、1926年9月2日 - 2018年9月8日）は、日本の法学者。専門は、著作権法・商標法・知的財産権法。早稲田大学名誉教授。弁護士。武具甲冑研究家。

## 略歴
1926年9月2日福岡県門司市にて出生。幼少期を山口県で過ごす。1943年、旧制山口県立防府中学校4年時に陸軍士官学校に合格し、陸士59期に飛び級入学。1944年より航空士官学校にて航空通信部隊に所属。1945年終戦により士官学校より復員。米軍基地で働きながら法政大学通信科に通う。米軍基地での勤務を通じて英語の重要性を痛感し、働きながら独学で英語を習得。
1952年早稲田大学大学院法学研究科に入学。1954年修士課程修了。同年フルブライト奨学生としてミシシッピ大学ロースクールに留学。奨学期間延長を獲得し２年目はテュレーン大学ロースクールで学ぶ。再度奨学金期間延長を獲得し3年目はハーバード大学ロースクールで学ぶ。テュレーン大学留学時に研究したコモンローとシビルローの比較法的検討に基づき「ルイジアナ民法史序説」を著す。
1958年早稲田大学助手、以降講師、助教授を経て1963年教授に就任。専門は国際私法だが、同時に、米国留学時には当時日本ではまだあまり認知されていなかったノウハウ、著作権、その他知的財産権法の研究に注力する。特にニューヨーク大学のデレンバーグ (Walter J. Derenberg) 教授の薫陶を受け多くを学ぶ。1968年から69年にかけてワシントン大学ロースクールに客員教授として招聘され、国際契約法 (International Contracts), 知的財産権法 (Intellectual Property Law), 比較法 (Comparative Law)の3つのアメリカ法講座を担当した。
早稲田大学教授職と並行し国内外の様々な法学会の会長、役員、理事等を歴任。20年以上にわたり著作権審議会委員を務め(1973-1997)、15年間著作権法学会会長を務めた(1981-1996)。国際的にも、長年にわたりLAWASIAの知的財産部会長等の役職を通じアジア太平洋地域の知的財産権に関する学術実務交流の促進に貢献し、サンタクララ大学ロースクール東京サマープログラム教授(知的財産法担当) を歴任(1979 - 2016)するなど精力的に活動。1971年に日本で唯一の知的財産法関連の英文定期刊行物として創刊された "Patents & Licensing" (隔月刊)に2016年まで主筆として45年間ほぼ欠かさず寄稿を続け、海外実務家に向けて日本の知的財産権に関する最新情報を提供し続けた。
また、武具甲冑の収集研究の分野でも重要な業績を残した。(社)日本甲冑武具研究協議会理事、武具甲冑研究保存会の評議員等を歴任。とりわけ戦国時代の武具甲冑の収集・研究、鎖鎌、管槍等の珍しい古武具の収集・研究、兜の前立の収集・研究等で、充実した成果を残した。
早稲田大学を1997年定年退職後、札幌大学大学院教授となり2000年まで知的財産権法講座を担当。その後、シリコンバレーにあるサンタクララ大学ロースクール客員教授(国際比較知的財産法担当) (2001)、ロサンジェルスのロヨラ大学ロースクール客員教授(国際知的財産法、比較法担当) (2003)を務めた。2005年からは東京理科大知的財産専門職大学院知財法教授を務めた(2005-2007)。
また、1997年早稲田大学退職を機に弁護士登録 (第二東京弁護士会)をし、柏木総合法律事務所のオブカウンセルとなった。
東京理科大大学院知財法教授職を2007年に退職後、岡山県にある吉備国際大学の知的財産権法教授を務めた。土井輝生の家のルーツは備中 (岡山県)にあり、そこで最後の教鞭を執った。
多くの学術著作物を遺す。また武具甲冑に関しても重要な書物を著す。　　　　　　
2007年瑞宝中綬章受章。
2018年9月8日没。

## 著書
- 『ノウ・ハウ技術開発と海外企業進出の法律問題』商事法務研究会 1966
- 『工業所有権・著作権と国際取引』成文堂 1967
- 『国際取引法判例研究』1-2 成文堂 1967-1975
- 『国際通貨協力の法機構』成文堂 1968
- 『パテント・ライセンス 国際特許ノウ・ハウ契約書のドラフティング』商事法務研究会 1969
- 『国際私法』成文堂 法学基本問題双書 1970
- 『国際知的財産取引の基本問題』酒井書店 1970
- 『特許・商標・著作権保護の国際問題』酒井書店 1970
- 『国際契約ハンドブック』編 同文館出版 1971
- 『国際取引判例集』編 商事法務研究会 1971
- 『インテレクチュアル・プロパティ アメリカ合衆国における知的財産の保護とその国際関係』商事法務研究会 1972
- 『フランチャイズ・システム その基本構造と法規制』商事法務研究会 1972
- 『アメリカ商事法ハンドブック』編 同文館出版 1976
- 『国際取引判例集 第4巻 (追補 1971年～1972年)』編 国際商事法研究所 1978
- 『プロダクト・ライアビリティ アメリカ欠陥製品裁判事例の解説』同文館出版 1978
- 『答練国際私法』編集 学陽書房 答練シリーズ 1979
- 『仲裁判断要約集』編 国際商事仲裁協会 1980
- 『アメリカ新著作権法の解説』第一法規出版 1981
- 『知的所有権法』青林書院新社 現代実務法律講座 1982
- 『アメリカ製品責任法 統一法・論説・判例』三嶺書房 1983
- 『著作権の保護と管理』同文館出版 1985
- 『国際私法基本判例 財産・取引』同文館出版 1987
- 『知的所有権法基本判例<著作権>』同文館出版 1988
- 『キャラクター・マーチャンダイジング 法的基礎と契約実務』同文館出版 1989
- 『トレード・シークレット法 アメリカのコモン・ローと制定法の解説』同文館出版 1989
- 『国際私法基本判例 身分・親族』同文館出版 1992
- 『国際取引法基本判例』同文館出版 1994
- 『知的所有権法基本判例 商標・不正競争』同文館出版 1994
- 『知的所有権法基本判例 特許・意匠』同文館出版 1996
- 『武具甲冑紀行』全2巻 同信社 2000
- 『当世具足の兜の立て物 そのデザインと機能』雄山閣 2007

### 共編著
- 『工業所有権法講義』播磨良承共編 青林書院新社 青林講義シリーズ 1973
- 『多国籍企業の経済学』山崎清,小林規威共著 毎日新聞社 エコノミスト選書 1975
- 『五カ国語工業所有権用語辞典 法律用語・関連用語』フランシス・J.ケイス共著 ジャパンタイムズ 1982

### 翻訳
- フリッツ・マッハルプ『特許制度の経済学』日本経済新聞社 1975
- 世界知的所有権機関『財産委員会ライセンス契約のガイド 特に開発途上国のために』AIPPI・Japan,1980

## 論文
- <土井輝生